# سانزو وادا
سانزو وادا (انگلیسی: Sanzo Wada؛ ۳ مارس ۱۸۸۳ – ۲۲ اوت ۱۹۶۷) یک طراح صحنه و لباس اهل ژاپن بود.